# Lijst van spelers van Leeds United FC
Deze lijst omvat voetballers die bij de Engelse voetbalclub Leeds United FC spelen of gespeeld hebben. De spelers zijn alfabetisch gerangschikt.

## A
- Mark Aizlewood
- Ben Alnwick
- Oluwatomiwo Ameobi
- Ethan Ampadu
- Wayne Andrews
- Casper Ankergren
- Jimmy Armfield
- Neil Aspin
- Mansour Assoumani
- Vurnon Anita

## B
- Hugh Baird
- Ian Baird
- Eirik Bakke
- Barry Bannan
- Nick Barmby
- Peter Barnes
- Mick Bates
- David Batty
- Rob Bayly
- Luciano Becchio
- Jermaine Beckford
- Mark Beeney
- Paul Beesley
- Jim Beglin
- Rod Belfitt
- Willie Bell
- Ian Bennett
- Federico Bessone
- Nathan Blake
- Noel Blake
- Robert Blake
- Jason Blunt
- Rob Bowman
- Lee Bowyer
- Wesley Boyle
- Raúl Bravo
- Billy Bremner
- Michael Bridges
- Tomas Brolin
- Leigh Bromby
- Jason Brown
- Michael Brown
- Bobby Browne
- Alex Bruce
- Jacob Burns
- Paul Butler

## C
- Danny Cadamarteri
- Alex Cairns
- Steven Caldwell
- Zoumana Camara
- Shane Cansdell-Sherriff
- Éric Cantona
- Tony Capaldi
- Clarke Carlisle
- Sébastien Carole
- Scott Carson
- Thommy Casey
- Wilf Chadwick
- Jeff Chandler
- Lee Chapman
- Cyril Chapuis
- John Charles
- Jack Charlton
- Trevor Cherry
- Malcolm Christie
- Paweł Cibicki
- Jamie Clapham
- Allan Clarke
- Adam Clayton
- Davy Cochrane
- Bobby Collins
- Neill Collins
- Paul Connolly
- Leon Constantine
- Terry Cooper
- Wilf Copping
- Andrew Couzens
- Stephen Crainey
- Richard Cresswell
- Jason Crowe
- Tony Currie
- Billy Cush

## D
- Olivier Dacourt
- Bobby Davison
- Ken De Mange
- Brian Deane
- Fabian Delph
- Shaun Derry
- Carl Dickinson
- Liam Dickinson
- Paul Dickov
- El-Hadji Diouf
- Didier Domi
- Tony Dorigo
- Jonathan Douglas
- Michael Doyle
- Michael Duberry
- Harry Duggan

## E
- Willis Edwards
- Ugo Ehiogu
- Gylfi Einarsson
- Anthony Elding
- Robbie Elliott
- Tom Elliott
- Hogan Ephraim
- Gareth Evans

## F
- Chris Fairclough
- Amdy Faye
- Rio Ferdinand
- Steven Ferguson
- Filipe da Costa
- Peter Fitzgerald
- Darryl Flahavan
- Tore André Flo
- John Joe Flood
- Brian Flynn
- Caleb Folan
- Mick Foley
- Mark Ford
- Robbie Fowler
- Hayden Foxe
- Dougie Freedman
- Bob Fullam
- Billy Furness

## G
- Chris Galvin
- Scott Gardner
- Johnny Giles
- David González
- Max Gradel
- Arthur Graham
- Danny Graham
- Danny Granville
- Andy Gray
- Eddie Gray
- Frank Gray
- Michael Gray
- Robert Green
- Brian Greenhoff
- Jimmy Greenhoff
- Sean Gregan
- Mike Grella
- Léandre Griffit
- Joel Griffiths
- Jay-Roy Grot
- Bradley Groves
- Steve Guppy

## H
- Tony Hackworth
- Alf-Inge Håland
- Gunnar Halle
- Ray Hankin
- Dan Harding
- Chad Harpur
- Carl Harris
- Ernest Hart
- Paul Hart
- Ian Harte
- Allan Harvey
- David Harvey
- Jimmy Floyd Hasselbaink
- Mark Hateley
- Will Hatfield
- John Hawley
- Danny Hay
- David Healy
- Matt Heath
- Terry Hibbit
- Martin Hiden
- Shane Higgs
- Craig Hignett
- Sam Hird
- Steve Hodge
- David Hopkin
- Geoff Horsfield
- Jonathan Howson
- Darren Huckerby
- Andy Hughes
- Phil Hughes
- Rob Hulse
- Billy Humphries
- Norman Hunter
- Paul Huntington

## I
- Sasa Ilic
- Denis Irwin

## J
- Mark Jackson
- Tom Jennings
- Julian Joachim
- Richard Jobson
- Adam Johnson
- Bradley Johnson
- Jemal Johnson
- Seth Johnson
- Simon Johnson
- Chris Jones
- Matthew Jones
- Mick Jones
- Vinnie Jones
- Joe Jordan

## K
- Trésor Kandol
- Robbie Keane
- Paul Keegan
- Gary Kelly
- Paddy Kenny
- Darren Kenton
- Andy Keogh
- Dylan Kerr
- Harry Kewell
- Matthew Kilgallon
- Neil Kilkenny
- Marlon King
- Radostin Kishishev
- Patrick Kisnorbo
- Tommy Knarvik
- Willem Korsten
- Rasmus Nissen Kristensen

## L
- Jimmy Langley
- Pierre Laurent
- George Law
- Tom Lees
- Aaron Lennon
- Eddie Lewis
- Eric Lichaj
- Derek Lilley
- David Livermore
- Jake Livermore
- Andrew Lonergan
- Peter Lorimer
- Shane Lowry
- David Lucas
- Teddy Lučić
- John Lukic
- Jonathan Lund

## M
- Paul Madeley
- Alan Martin
- Con Martin
- David Martin
- Nigel Martyn
- Rui Marques
- Phil Masinga
- Dominic Matteo
- Lee Matthews
- Alan Maybury
- Billy McAdams
- Gary McAllister
- Jimmy McCabe
- George McCartney
- John McClelland
- George McCluskey
- Ross McCormack
- Jock McDougall
- John McGovern
- Duncan McKenzie
- Steven McKeown
- Jamie McMaster
- Eddie McMorran
- Stephen McPhail
- Gordon McQueen
- Gary McSheffrey
- Ľubomír Michalík
- Liam Miller
- Danny Mills
- James Milner
- Danny Milosevic
- Robert Molenaar
- Ian Morris
- Jody Morris
- Paul Murphy

## N
- Richard Naylor
- Jon Newsome
- Kevin Nicholls
- Ramón Núñez

## O
- Andy O'Brien
- Darren O'Dea
- Michael O'Grady
- Stephen O'Halloran
- John O'Hare
- David O'Leary
- Paul Okon
- Salomon Olembé
- Brett Ormerod
- John Oster

## P
- Carlton Palmer
- Ben Parker
- Derek Parlane
- Billy Paynter
- Alan Peacock
- John Pemberton
- Jermaine Pennant
- Noel Peyton
- Terry Phelan
- Aubrey Powell
- Kevin Pressman
- David Prutton
- Danny Pugh

## R
- Paul Rachubka
- Lucas Radebe
- Paul Reaney
- Don Revie
- Bruno Ribeiro
- Frazer Richardson
- Michael Ricketts
- Andy Ritchie
- David Robertson
- Andy Robinson
- Paul Robinson
- David Rocastle
- Roque Junior
- Danny Rose
- Ian Rush

## S
- Armando Sá
- Alejandro Sabella
- Lamine Sakho
- Lloyd Sam
- John Scales
- Kasper Schmeichel
- Scott Sellars
- Kevin Sharp
- Lee Sharpe
- Alan Sheehan
- Paul Shepherd
- John Sheridan
- Enoch Showunmi
- Carl Shutt
- Harpal Singh
- Alan Smith
- Henry Smith
- Kevin Smith
- Robert Snodgrass
- Glynn Snodin
- Sam Sodje
- Davide Somma
- Sebastian Sorsa
- Gary Speed
- Gary Sprake
- Matthew Spring
- Bert Sproston
- Graham Stack
- Eric Stephenson
- Mel Sterland
- Byron Stevenson
- David Stewart
- Steve Stone
- Gordon Strachan
- Frank Strandli
- Pascal Struijk
- Robert Stucki
- Neil Sullivan
- Peter Sweeney

## T
- Bob Taylor
- Charlie Taylor
- Jack Taylor
- Paul Telfer
- Mickey Thomas
- Ian Thomas-Moore
- Alan Thompson
- Zac Thompson
- Mark Tinkler
- Lee Trundle
- Charlie Turner
- Jim Twomey

## V
- Mark Viduka
- Sam Vokes
- Mark de Vries

## W
- Russell Wainscoat
- Ray Wallace
- Rod Wallace
- Simon Walton
- Tony Warner
- Sanchez Watt
- Jonathan Webb
- Ian Westlake
- Curtis Weston
- Don Weston
- David Wetherall
- Noel Whelan
- Aidan White
- David White
- John White
- Mike Whitlow
- Chris Whyte
- Clyde Wijnhard
- Mark Wilberforce
- Jason Wilcox
- Harold Williams
- Jamie Winter
- Jonathan Woodgate
- Martin Woods
- Nigel Worthington
- Alan Wright
- Jermaine Wright

## Y
- Anthony Yeboah
- Terry Yorath